# Peixe-espada-preto
O peixe-espada-preto (Aphanopus carbo) é um peixe batipelágico pertencente à família Trichiuridae que habita o oceano Atlântico entre as latitudes 69ºN - 27ºN e 79ºO - 3ºO, em profundidades que variam entre os 200 e os 1700 metros.

## Anatomia
A sua barbatana dorsal é composta por 34 a 41 raios duros e 52 a 56 raios moles e barbatana anal é composta por 2 raios duros e 43 a 48 raios moles. Apresenta 97 a 100 vértebras.
O corpo é extremamente alongado, com um comprimento-padrão 10,8 a 13,4 vezes superior à altura. O focinho é largo, com fortes dentes longos e afiados, semelhantes a presas. Nos juvenis, as barbatanas pélvicas estão representadas por um único raio duro; nos adultos, não existem. Barbatana caudal com aspeto bifurcado. Apresenta linha lateral com orientação descendente desde a abertura superior das guelras, até atingir uma posição médio-lateral.
Pele de coloração preta acobreada iridescente. O interior da boca e da cavidade das guelras é de cor preta.

## Biologia
As formas juvenis da espécie são mesopelágicas e as formas adultas são batipelágicas. Os ovos e as larvas são pelágicas. Tendem a migrar para águas mesopelágicas durante a noite, para se alimentarem de crustáceos, cefalópodes e outros peixes (principalmente das famílias Macrouridae, Moridae, e Alepocephalidae). Atingem a maturidade por volta dos 85 cm de comprimento. Alguns espécimes atingem 145 cm de comprimento e vivem até aos 32 anos de idade.

## Distribuição geográfica
Habita o oceano Atlântico, entre as latitudes 69ºN e 27ºN e as longitudes 79ºW e 3ºW, em profundidades de 200 a 1700 metros. 
Pode ser encontrado no oceano Atlântico oriental, desde o estreito da Dinamarca, a Islândia e a Noruega até ao arquipélago da Madeira e à costa oeste do Norte de África. Ocorre ainda em muitas outras zonas do Atlântico e, mais raramente, em alguns locais dos oceanos Índico e Pacífico.

## Pesca e importância comercial
Em Portugal a pesca do peixe-espada-preto é realizada, principalmente, pelos pescadores madeirenses, mas também se verifica em algumas zonas de Portugal Continental (principalmente Sesimbra) e nos Açores (embora muito mais tardiamente do que na Madeira). Na Madeira, uma das principais localidades que se dedicam à captura desta espécie é Câmara de Lobos.
De acordo com Noronha & Sarmento (1948), a pesca intensiva do peixe-espada preto remonta ao século XIX, embora existam referências anteriores à captura desta espécie na ilha. A sua importância sócio-económica na Madeira é muito grande, representando mais de 50% das capturas piscatórias desembarcadas na região (Reis et al., 2001). A pesca é realizada, principalmente, com recurso a um instrumento designado por palangre horizontal.
A Greenpeace classifica esta espécie como tendo um índice de vulnerabilidade de 49/1000, valor considerado entre moderado e alto. O nível de resiliência da  espécie é caracterizado como baixo, sendo de 4,5 a 14 anos o tempo estimado para duplicar a sua população.

## Lista de designações vernaculares

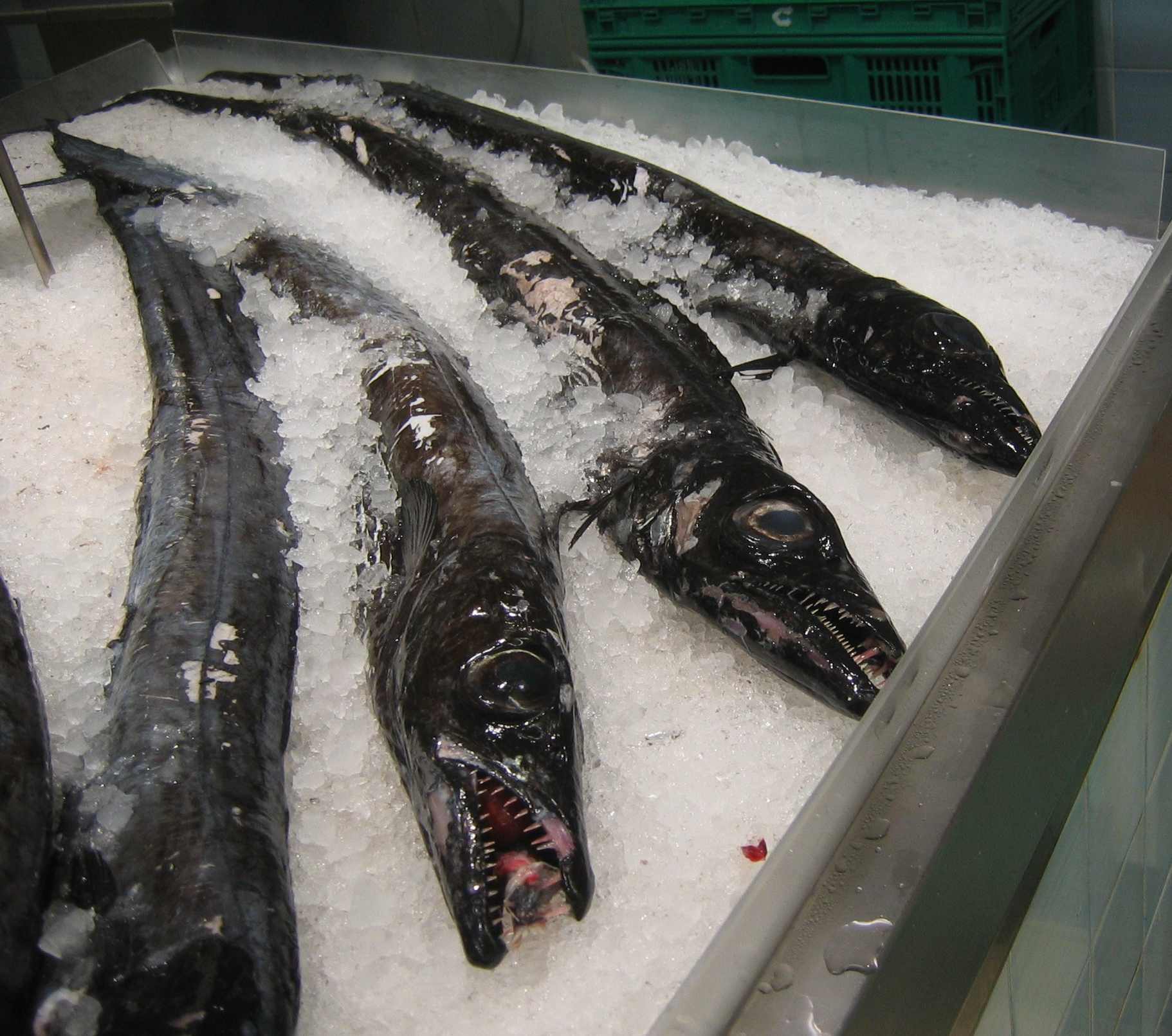
Fotografia de exemplares de peixe-espada preto

| Língua      | Designação comum     |
| ----------- | -------------------- |
| Português   | peixe-espada-preta   |
| Português   | peixe-espada-preto   |
| Alemão      | Degenfisch           |
| Alemão      | Schwarzer Degenfisch |
| Espanhol    | pez cinto            |
| Espanhol    | sable negro          |
| Dinamarquês | sort sabelfisk       |
| Francês     | sabre                |
| Francês     | sabre noir           |
| Holandês    | zwarte degenvis      |
| Holandês    | zwarte-kousenbandvis |
| Inglês      | black scabbardfish   |
| Inglês      | cutlass fish         |
| Inglês      | hairtail             |
| Inglês      | scabbard fish        |
| Norueguês   | dolkfisk             |
| Sueco       | dolkfisk             |